# Gel
Gel er et geléagtigt stof, der bruges ved mange laboratorieundersøgelser. Det består af vand tilsat et fortykningsmiddel, ofte agar, og eventuelt en buffer til regulering af pH.
Der findes endvidere en række produkter til almindelige forbrugere med varierende egenskaber, såsom at gøre hår mere fast, så man bedre kan holde frisuren.
- Wikimedia Commons har flere filer relateret til Gel

| Kemi | Spire Denne artikel om kemi er en spire som bør udbygges. Du er velkommen til at hjælpe Wikipedia ved at udvide den. |